# Liste des médaillés aux Jeux olympiques de 1896
Cet article liste les athlètes ayant remporté une médaille (attribuées rétroactivement par le Comité international olympique) aux Jeux olympiques d'été de 1896 à Athènes (Grèce).

## Sports

### Athlétisme
| Épreuves         | Or                                   | Argent                                    | Bronze                                |
| ---------------- | ------------------------------------ | ----------------------------------------- | ------------------------------------- |
| Hommes           |                                      |                                           |                                       |
| 100 mètres       | Thomas Burke États-Unis 12 s         | Fritz Hofmann Allemagne 12 s 2            | Francis Lane États-Unis 12 s 6        |
| 100 mètres       | Thomas Burke États-Unis 12 s         | Fritz Hofmann Allemagne 12 s 2            | Alajos Szokolyi Hongrie 12 s 6        |
| 400 mètres       | Thomas Burke États-Unis 54 s 2       | Herbert Jamison États-Unis 55 s 2         | Charles Gmelin Grande-Bretagne 55 s 6 |
| 800 mètres       | Teddy Flack Australie 2 min 11 s 0   | Nándor Dáni Hongrie 2 min 11 s 8          | Dimítrios Golémis Grèce 2 min 28 s 0  |
| 1500 mètres      | Teddy Flack Australie 4 min 33 s 0   | Arthur Blake États-Unis 4 min 33 s 2      | Albin Lermusiaux France 4 min 36 s 0  |
| 110 mètres haies | Thomas Curtis États-Unis 17 s 6      | Grantley Goulding Grande-Bretagne 17 s 7  | non décernée                          |
| Marathon         | Spyrídon Loúis Grèce 2 h 58 min 50 s | Kharílaos Vasilákos Grèce 3 h 06 min 03 s | Gyula Kellner Hongrie 3 h 06 min 35 s |
| Saut en hauteur  | Ellery Clark États-Unis 1,81 m       | James Connolly États-Unis 1,65 m          |                                       |
| Saut en hauteur  | Ellery Clark États-Unis 1,81 m       | Robert Garrett États-Unis 1,65 m          |                                       |
| Saut à la perche | William Hoyt États-Unis 3,30 m       | Albert Tyler États-Unis 3,20 m            | Evángelos Damáskos Grèce 2,60 m       |
| Saut à la perche | William Hoyt États-Unis 3,30 m       | Albert Tyler États-Unis 3,20 m            | Ioánnis Theodorópoulos Grèce 2,60 m   |
| Saut en longueur | Ellery Clark États-Unis 6,35 m       | Robert Garrett États-Unis 6,18 m          | James Connolly États-Unis 6,11 m      |
| Triple saut      | James Connolly États-Unis 13,71 m    | Alexandre Tuffèri France 12,70 m          | Ioánnis Persákis Grèce 12,52 m        |
| Lancer de poids  | Robert Garrett États-Unis 11,22 m    | Miltiádis Goúskos Grèce 11,20 m           | Yeóryios Papasidéris Grèce 10,36 m    |
| Lancer du disque | Robert Garrett États-Unis 29,15 m    | Panayiótis Paraskevópoulos Grèce 28,95 m  | Sotírios Versís Grèce 27,78 m         |

### Cyclisme
| Épreuves        | Or                                             | Argent                                       | Bronze                                 |
| --------------- | ---------------------------------------------- | -------------------------------------------- | -------------------------------------- |
| Hommes          |                                                |                                              |                                        |
| Course en ligne | Aristídis Konstantinídis Grèce 3 h 22 min 31 s | August von Gödrich Allemagne 3 h 42 min 18 s | Edward Battell Grande-Bretagne inconnu |
| Vitesse         | Paul Masson France 4 min 58 s 2                | Stamátios Nikolópoulos Grèce 5 min 00 s 0    | Léon Flameng France inconnu            |
| Tour de piste   | Paul Masson France 24 s                        | Stamátios Nikolópoulos Grèce 25 s 4          | Adolf Schmal Autriche 26 s             |
| 10 kilomètres   | Paul Masson France 17 min 54 s 2               | Léon Flameng France 17 min 54                | Adolf Schmal Autriche inconnu          |
| 100 km          | Léon Flameng France 3 h 08 min 19 s 2          | Yeóryios Koléttis Grèce a 11 tours           | non décernée                           |
| 12 heures       | Adolf Schmal Autriche 314.997 km               | Frank Keeping Grande-Bretagne 314.664 km     | non décernée                           |

### Escrime
| Épreuves               | Or                             | Argent                     | Bronze                                 |
| ---------------------- | ------------------------------ | -------------------------- | -------------------------------------- |
| Hommes                 |                                |                            |                                        |
| Fleuret                | Eugène-Henri Gravelotte France | Henri Callot France        | Periklís Pierrákos Mavromichális Grèce |
| Fleuret maître d'armes | Leonídas Pýrgos Grèce          | Joanni Perronet France     | non décernée                           |
| Sabre                  | Ioannis Georgiadis Grèce       | Tilémachos Karákalos Grèce | Holger Nielsen Danemark                |

### Gymnastique
| Épreuves                     | Or | Argent                                                                               | Bronze                                                                           |
| ---------------------------- | --- | ------------------------------------------------------------------------------------ | -------------------------------------------------------------------------------- |
| Hommes                       | |                                                                                      |                                                                                  |
| Barres horizontales          | Hermann Weingärtner Allemagne | Alfred Flatow Allemagne                                                              | non décernée                                                                     |
| Barres parallèles            | Alfred Flatow Allemagne | Louis Zutter Suisse                                                                  | non décernée                                                                     |
| Cheval d'arçons              | Louis Zutter Suisse | Hermann Weingärtner Allemagne                                                        | non décernée                                                                     |
| Anneaux                      | Ioánnis Mitrópoulos Grèce | Hermann Weingärtner Allemagne                                                        | Pétros Persákis Grèce                                                            |
| Corde lisse                  | Nikólaos Andriakópoulos Grèce time 23.4 / 14 m 0 | Thomás Xenákis Grèce 14 m                                                            | Fritz Hofmann Allemagne 12 m 5                                                   |
| Saut de cheval               | Carl Schuhmann Allemagne | Louis Zutter Suisse                                                                  | Hermann Weingärtner Allemagne                                                    |
| Barres parallèles par équipe | Allemagne Conrad Böcker Alfred Flatow Gustav Flatow Georg Hilmar Fritz Hofmann Fritz Manteuffel Karl Neukirch Richard Röstel Gustav Schuft Carl Schuhmann Hermann Weingärtner | Grèce Nikólaos Andriakópoulos Sotírios Athanasópoulos Pétros Persákis Thomás Xenákis | Grèce Ioánnis Chrysáfis Ioánnis Mitrópoulos Dimítrios Loúndras Fílippos Karvelás |
| Barres fixes par équipe      | Allemagne Conrad Böcker Alfred Flatow Gustav Flatow Georg Hilmar Fritz Hofmann Fritz Manteuffel Karl Neukirch Richard Röstel Gustav Schuft Carl Schuhmann Hermann Weingärtner | non décernée                                                                         | non décernée                                                                     |

### Haltérophilie
| Épreuves    | Or                                      | Argent                                     | Bronze                              |
| ----------- | --------------------------------------- | ------------------------------------------ | ----------------------------------- |
| Hommes      |                                         |                                            |                                     |
| À un bras   | Launceston Elliot Grande-Bretagne 71 kg | Viggo Jensen Danemark 57kg                 | Aléxandros Nikolópoulos Grèce 57 kg |
| À deux bras | Viggo Jensen Danemark 111,5 kg          | Launceston Elliot Grande-Bretagne 111,5 kg | Sotírios Versís Grèce 90 kg         |

### Lutte
| Épreuves            | Or                       | Argent                | Bronze                        |
| ------------------- | ------------------------ | --------------------- | ----------------------------- |
| Hommes              |                          |                       |                               |
| Lutte gréco-romaine | Carl Schuhmann Allemagne | Yeóryios Tsítas Grèce | Stéphanos Christópoulos Grèce |

### Natation
| Épreuves                           | Or                                   | Argent                                | Bronze                            |
| ---------------------------------- | ------------------------------------ | ------------------------------------- | --------------------------------- |
| Hommes                             |                                      |                                       |                                   |
| 100 m nage libre                   | Alfréd Hajós Hongrie 1 min 22 s 2    | Otto Herschmann Autriche 1 min 22 s 8 | non décernée                      |
| 500 m nage libre                   | Paul Neumann Autriche 8 min 12 s 6   | Adónios Pepanós Grèce 9 min 57 s 6    | Efstáthios Chorafás Grèce inconnu |
| 1 200 m nage libre                 | Alfréd Hajós Hongrie 18 min 22 s 2   | Ioánnis Andréou Grèce 21 min 03 s 4   | Efstáthios Chorafás Grèce inconnu |
| 100 m nage libre pour marins grecs | Ioánnis Malokínis Grèce 2 min 20 s 4 | Spyrídon Chazápis Grèce inconnu       | Dimítrios Drívas Grèce inconnu    |

### Tennis
| Épreuves | Or                                                         | Argent                                                  | Bronze                                                    |
| -------- | ---------------------------------------------------------- | ------------------------------------------------------- | --------------------------------------------------------- |
| Hommes   |                                                            |                                                         |                                                           |
| Simples  | John Pius Boland Grande-Bretagne                           | Dionýsios Kásdaglis Grèce                               | Konstantínos Paspátis Grèce                               |
| Simples  | John Pius Boland Grande-Bretagne                           | Dionýsios Kásdaglis Grèce                               | Momcsilló Tapavicza Hongrie                               |
| Doubles  | John Pius Boland Grande-Bretagne Friedrich Traun Allemagne | Dimítrios Petrokókkinos Grèce Dionýsios Kásdaglis Grèce | Teddy Flack Australie George S. Robertson Grande-Bretagne |

### Tir
| Épreuves                   | Or                                 | Argent                            | Bronze                            |
| -------------------------- | ---------------------------------- | --------------------------------- | --------------------------------- |
| Hommes                     |                                    |                                   |                                   |
| Carabine à 200 m           | Pantelís Karasevdás Grèce 2350 pts | Pávlos Pavlídis Grèce 1978 pts    | Nikólaos Trikoúpis Grèce 1713 pts |
| Carabine à 300 m           | Yeóryios Orfanídis Grèce 1583 pts  | Ioánnis Frangoúdis Grèce 1312 pts | Viggo Jensen Danemark 1305 pts    |
| Pistolet à 25 m            | John Paine États-Unis 442 pts      | Sumner Paine États-Unis 380 pts   | Nikólaos Dorákis Grèce 205 pts    |
| Pistolet feu rapide à 25 m | Ioánnis Frangoúdis Grèce 344 pts   | Yeóryios Orfanídis Grèce 249 pts  | Holger Nielsen Danemark           |
| Pistolet à 50 m            | Sumner Paine États-Unis 442 pts    | Holger Nielsen Danemark 285 pts   | Ioánnis Frangoúdis Grèce          |

## Athlètes les plus médaillés
| Athlète             | Pays      | sport                | Médaille d'or, Jeux olympiques | Médaille d'argent, Jeux olympiques | Médaille de bronze, Jeux olympiques | TOTAL |
| Carl Schuhmann      | France    | gymnastique et lutte | 4                              | 0                                  | 0                                   | 4     |
| Hermann Weingärtner | Allemagne | gymnastique          | 3                              | 2                                  | 1                                   | 6     |
| Alfred Flatow       | Allemagne | gymnastique          | 3                              | 1                                  | 0                                   | 4     |
| Paul Masson         | France    | cycliste             | 3                              | 0                                  | 0                                   | 3     |

## Référence
- (fr) Données des sportifs médaillés olympiques, site du Comité international olympique.